# Big Sandy, West Virginia
Big Sandy är en så kallad census-designated place i McDowell County i West Virginia i USA. Vid 2020 års folkräkning hade Big Sandy 198 invånare.